# Sin Hustrus Forfører
Sin Hustrus Forfører (originaltitel The White Sin) er en amerikansk stumfilm fra 1924 instrueret af William A. Seiter.

## Medvirkende
- Madge Bellamy som Hattie Lou Harkness
- John Bowers som Grant Van Gore
- Francelia Billington som Grace Van Gore
- Hallam Cooley som Spencer Van Gore
- James Corrigan som Peter Van Gore
- Billy Bevan som Travers Dale
- Norris Johnson
- Ethel Wales som Cynthia
- Otis Harlan som Langley